# Surtees
 Surtees Racing Organisation  és el nom d'un equip britànic de cotxes de competició que va arribar a disputar curses a la Fórmula 1.
Va ser fundat l'any 1966 pel pilot John Surtees, campió del món de motociclisme i de Fórmula 1 (l'únic doble campió de la història). Va disputar les primeres curses en categories inferiors passant a la F1 la temporada 1970.

## A la F1
L'equip estava format per John Surtees, un tres vegades campió de 500 cc i la moto campió de la Fórmula 1 el 1964. Surtees va formar l'equip el 1966 per a la sèrie de canamaç recent format (una sèrie il·limitada d'autos esportius), guanyant el campionat com a propietari / conductor en el seu primer any. Es va enviar una entrada en una altra sèrie de nova formació en 1969, passant a formar part de la Fórmula 5000 després d'assumir el projecte de Leda no F5000, i el seu equip va construir el seu propi cotxe per primera vegada. El seu equip va ser un èxit, guanyant cinc curses, totes en fila, durant la temporada de dotze curses.
Aquesta Surtees inspirat per ampliar a la Fórmula U, i després d'haver tingut una temporada difícil amb BRM al 69, John va decidir convertir-se en propietari / conductor de nou. Surtees dirigir la plena temporada de 1970, però John es va veure obligat a executar les primeres quatre carreres en un McLaren d'edat a causa d'un retard en la construcció del seu monoplaça de F1 a casa. El petroli nou britànic va patrocinar cotxe va guanyar la seva primera (i única) punts d'aquest any al Gran Premi del Canadà.
Surtees va afegir un segon cotxe a temps complet en 1971 per les cotxe esportiu alemany Rolf Stommelen, i va córrer amb un tercer cotxe per als conductors de diversos en una sèrie de carreres. Tres conductors, Surtees, Stommelen, i Mike Hailwood (ell mateix un campió de motociclisme) va obtenir tres punts cada un per a la marca d'aquest any.
Després de la temporada de 1971, Surtees va retirar de la competició a temps complet, i l'equip va acabar amb tres nous controladors de temps complet en 1972. Hailwood va tornar a Surtees per un any complet, unint-se a ell van ser australià Tim Schenken i Andrea de Adamich, l'últim dels quals va portar els diners de patrocini per a l'equip. "Mike the Bike", produït primer podi Surtees en aquest any en el Gran Premi d'Itàlia d'acabar segon a Emerson Fittipaldi. Els tres pilots han sumat punts per a l'equip, i Surtees d'acabar cinquè en el campionat de constructors.
Schenken va ser substituït en 1973 pel brasiler Carlos Pace, i l'equip es va reduir a dos cotxes de temps complet després de Adamich l'esquerra seguint l'obertura de la temporada. Pace va acabar tercer a Àustria i el quart a Alemanya, però van ser els únics punts que l'equip havia acabat tota la temporada, com va quedar Hailwood sense anotacions. Hailwood va partir per a McLaren després de l'any, sent reemplaçat per Jochen Mass el 1974. Va ser un any difícil per Surtees, com Pace va deixar l'equip a mitjan temporada, i la substitució Derek Bell lluitat per qualificar per a les curses, coronat per accident fatal pilot austríac Helmut Koinigg del 1974 al Gran Premi dels EUA. Un quart lloc per Pace en el seu circuit de casa van ser els únics punts Surtees aconseguit, i que no va poder acabar entre els deu primers en el campionat de constructors.
L'equip va lluitar per sobreviure el 1975, i va córrer només un cotxe per a John Watson amb regularitat. La temporada va ser una lluita tremenda per Watson i Surtees, com l'equip no va poder sumar punts. Desesperat per diners, Surtees va aconseguir un acord de patrocini polèmica dels condons Durex, el 1976. L'australià Alan Jones, va conduir l'acte Durex aquest any, un segon cotxe també es va postular per a Amèrica Brett Lunger. Lunger no era competitiva, però Jones va córrer de manera efectiva per a l'equip, acabar en els punts tres vegades.
L'èxit de Jones li va donar lloc a deixar l'equip per a l'equip Shadow emergents, i problemes de diners Surtees obligat a córrer un cotxe amb regularitat de nou en 1977, aquesta vegada per Vittorio Brambilla. Temporada Brambilla va ser eficaç, també acabar en els punts tres vegades. No obstant això, els seus bons resultats no va impedir Surtees a més dels problemes monetaris. El 1978, l'equip va afegir un segon acte de pagament del conductor, el britànic Rupert Keegan, però els problemes de diners continuaven. La manca de resultats decents causat més problemes.
No es pot obtenir diners suficients, l'equip de F1 a l'esquerra després de la temporada de 1978, tot i tenir un cotxe construït per a 1979. Després d'haver passat el cotxe a la sèrie britànica Aurora (anteriorment F5000) breument aquest any, Surtees Racing Organització es va tancar per sempre.

### Resum
| Curses: | Victòries: | Pòdiums: | Poles: | Voltes ràpides: | Punts: |
| ------- | ---------- | -------- | ------ | --------------- | ------ |
| 119     | 0          | 2        | 0      | 3               | 56     |